# تينغا (لاعب كرة قدم مواليد 1978)
باولو سيزار فونسيكا دو ناسيمينتو (مواليد 13 يناير 1978 في بورتو أليغري - البرازيل) لاعب كرة قدم برازيلي يلعب حاليا لصالح نادي الدرجة الأولى بروسيا دورتموند الألماني منذ 2006 في مركز الوسط المحوري .

## وصلات خارجية
- هذه المقالة غير مرتبط بويكي بيانات

لا توجد روابط لمواقع التواصل الاجتماعي.